# Гак і рука (фільм, 1914)
«Гак і рука» (англ. Hook and Hand) — американська кримінальна драма режисера Герберта Блаше 1914 року.